# Oleg Loupanov
Oleg Borissovitch Loupanov (en russe : Оле́г Бори́сович Лупа́нов), né le 2 juin 1932 et mort le 3 mai 2006, est un mathématicien soviétique et russe, membre de l'Académie des sciences de Russie, doyen de la Faculté de mécanique et mathématiques de l'Université d'État de Moscou (1980–2006), titulaire de la chaire de mathématiques discrètes à la Faculté de mécanique et mathématiques (1981–2006), directeur de recherche à Institut de mathématiques appliquées Keldych (1993-2006), spécialiste en mathématiques discrètes, cybernétique, logique mathématique, lauréat du prix Lénine (1966).

## Contributions scientifiques
Avec son directeur de thèse Sergueï Yablonski (en), Oleg Loupanov est considéré comme l’un des fondateurs de l'école soviétique de cybernétique. Il a notamment réalisé des travaux pionniers en synthèse et complexité de circuits booléens sur la stratégie de régulation en général (en russe : Управляющие системы, ce terme est utilisé, en USSR et en Russie pour une généralisation des automates finis, circuits booléens et circuits polyvalents).
Ingo Wegener, dans son livre The Complexity of Boolean Functions, attribue à Oleg Lupanov la création du terme « Shannon effect » qu'il localise dans un article paru en 1970, pour faire référence au fait que presque toutes les fonctions booléennes ont une complexité de circuit proche de la fonction la plus difficile.
Oleg Loupanov est réputé pour la représentation de Loupanov (en) de fonctions booléennes qui est utilisée pour la conception d'un circuit booléen qui montre que la borne supérieure asymptotique de la complexité {\displaystyle C(f}) est exacte :
{\displaystyle C(f)\leq 2^{n}/n+o(2^{n}/n)}.
Il a également montré l'optimalité de la construction par sous-ensembles pour la déterminisation d'un automate fini non déterministe.

## Carrière
Oleg Loupanov est diplômé de la faculté de mécanique et mathématiques de l'Université d'État de Moscou en 1955. Il obtient le titre de candidat ès sciences de l’académie des Sciences en 1958 et soutient un doctorat en sciences en 1963, sous la direction d'Alexeï Liapounov et de Sergueï Yablonski avec une thèse intitulée « Sur l'estimation asymptotique de la complexité de certaines catégories de circuits de contact ». Il commence à enseigner à l’Université d'État de Moscou en 1959, et devient professeur à cette même université en 1967. À partir de 1955, il occupe un poste à l'Institut de mathématiques appliquées Keldych, et il est professeur à la Faculté de mathématiques informatiques et de cybernétique de l'université de Moscou (1970–1980). Il est doyen de la Faculté de mécanique et mathématiques de l'université d'État de Moscou (1980–2006), et fondateur et titulaire de la chaire de mathématiques discrètes de la Faculté de mécanique et mathématiques (1981–2006).
Loupanov devient membre correspondant de l'Académie des sciences de l'URSS en 1972 et membre titulaire de l'Académie des sciences de Russie en 2003. Il était le directeur scientifique de l'Institut de mathématiques appliquées Keldych depuis 1993 et a reçu le titre de professeur distingué de l’université d'État de Moscou en 2002. Il reçoit le prix Lénine en 1966 et le prix Lomonossov de l'Université d'État de Moscou en 1993. Il est récipiendaire de l'ordre de l'Insigne d'honneur, de l'ordre du Drapeau rouge du Travail, de l'ordre de l'Amitié des peuples.
Parmi ses étudiants, il y a plus de trente candidats ès sciences et six docteurs.